# Чемпионат мира по стрельбе из лука 1950
Чемпионат мира по стрельбе из лука 1950 года прошёл в Копенгагене (Дания) в июле и был организован Всемирной федерацией стрельбы из лука (FITA).

## Медалисты

### Классический лук
| Дисциплина                     | Золото       | Серебро          | Бронза             |
| Мужчины. Индивидуальный турнир | Ханс Деутген | Эйнар Тан-Холбек | Расс Рейнольдс     |
| Женщины. Индивидуальный турнир | Джейн Ли     | Джейн Ричардс    | Рагнхильд Виндахль |
| Мужчины. Командный турнир      | Дания        | Швеция           | Чехословакия       |
| Женщины. Командный турнир      | Финляндия    | Швеция           | Великобритания     |

## Медальный зачёт
| Место | Страна         | Золото | Серебро | Бронза | Всего |
| ----- | -------------- | ------ | ------- | ------ | ----- |
| 1     | Швеция         | 1      | 2       | 1      | 4     |
| 2     | США            | 1      | 1       | 1      | 3     |
| 3     | Дания          | 1      | 1       | -      | 2     |
| 4     | Финляндия      | 1      | -       | -      | 1     |
| 5     | Чехословакия   | -      | -       | 1      | 1     |
| 5     | Великобритания | -      | -       | 1      | 1     |